# Chaume-et-Courchamp
Chaume-et-Courchamp is een gemeente in het Franse departement Côte-d'Or (regio Bourgogne-Franche-Comté) en telt 135 inwoners (2004). De plaats maakt deel uit van het arrondissement Dijon.

## Geografie
De oppervlakte van Chaume-et-Courchamp bedraagt 8,2 km², de bevolkingsdichtheid is 16,5 inwoners per km².
De onderstaande kaart toont de ligging van Chaume-et-Courchamp met de belangrijkste infrastructuur en aangrenzende gemeenten.

## Demografie
Onderstaande figuur toont het verloop van het inwonertal (bron: INSEE-tellingen).

1. ↑  Populations de référence 2022.